# وزارة التربية والتعليم (سنغافورة)
وزارة التربية والتعليم (بالملايوية: Kementerian Pendidikan)‏؛ (بالصينية: 教育部)؛ (بالتاميلية: கல்வி அமைச்சு)‏ هي وزارة تابعة لحكومة سنغافورة مسؤولة عن صياغة وتنفيذ السياسات المتعلقة بالتعليم في سنغافورة.

## وصلات خارجية
- دليل حكومة سنغافورة التفاعلي - وزارة التربية والتعليم